# Borrflugor
Borrflugor (Tephritidae) är en familj i ordningen tvåvingar. Familjen har en världsvid utbredning och äggläggningen sker på olika frukter. Borrflugor kallas också för fruktflugor, ett namn som ibland även används om bananflugorna (Drosophila).
Det stora flertalet arter är små flugor, under 15 millimeter i längd. Många har mönstade vingar och vingteckningarna är en karaktär som kan användas för att skilja olika arter åt. Honorna kännetecknas av att de har ett långt, spetsigt äggläggningsrör.